# Jan Bons
Jan Bons (Rotterdam, 2 april 1918 – Amsterdam, 22 november 2012) was een Nederlandse grafisch ontwerper, schilder, beeldhouwer en verzetsman.

## Leven en werk
Jan Bons werd in Rotterdam geboren en studeerde van 1934 tot 1936 voor tekenleraar aan de Koninklijke Academie van Beeldende Kunsten in Den Haag. Op aanraden van Paul Citroen zette hij zijn studie in 1937 voort aan de Nieuwe Kunstschool in Amsterdam, waar hij zijn toekomstige collega's Otto Treumann en Benno Premsela leerde kennen. Bons woonde en werkte vanaf 1937 als reclametekenaar in Amsterdam. Tijdens de Tweede Wereldoorlog zat hij ondergedoken bij het doktershuis van Landsmeer. In die periode vervalste hij persoonsbewijzen en drukte en illustreerde hij clandestiene werken, onder andere vertalingen van het werk van Franz Kafka. Het gezin van schrijver Maurits Dekker zat op hetzelfde adres ondergedoken. Met zijn dochter Noor trouwde Bons in 1953. Na de oorlog leerde hij Gerrit Rietveld kennen, met wie hij tot diens dood in 1964 samenwerkte.
Bons maakte affiches voor de toneelgroepen De Appel in Den Haag en Studio in Amsterdam en vanaf 1990 de posters voor het International Documentary Festival IDFA. Ook ontwierp hij postzegels voor PTT Post, zoals de Cobra-zegels van 1988 en H.N. Werkman-zegels van 1995.
Grote bekendheid genoot Bons met zijn affiches, onder andere Zigzagstoel van Gerrit Rietveld, in 1959 gemaakt in opdracht van het Stedelijk Museum in Amsterdam.
Jan Bons ontving diverse prijzen:
- 1969 H.N. Werkmanprijs
- 1992 Oeuvreprijs van de Stichting Fonds voor Beeldende Kunsten, Vormgeving en Bouwkunst
- 1993 Koninklijk Verbond voor Grafische Ondernemingen (KVGO) Cultuurprijs voor de serie Van Ommeren kalenders
- 2003 Piet Zwart Prijs In het juryrapport schreef de commissie, dat Bons van onschatbare waarde is geweest voor het Nederlandse grafische ontwerp: De ontwerpen kenmerken zich door een opvallend hoge beeldende kwaliteit. Zijn affiches zijn elke keer weer een verrijking van het straatbeeld.[8]

## Exposities (selectie)
- 1975 Museum Fodor in Amsterdam: Jan Bons, affiches
- 2004 Affiche Museum in Hoorn: 112 affiches voor Toneelgroep De Appel[9]
- 2008 Kunsthal Rotterdam in Rotterdam: 90 affiches van Jan Bons (2008)[10]
- 2011 ‘Jan Bons. Libertés de mouvements.’ Galerie Anatome, Parijs

## Enkele beeldhouwwerken in de openbare ruimte
- Drie Muzen (1953), dak artiestenfoyer van het theater in Emmeloord
- Vogelvlucht (1959), Jan Tooropstraat (Garage West) in Amsterdam
- Beeld (1962), Bergweg in Goes

## Fotogalerij

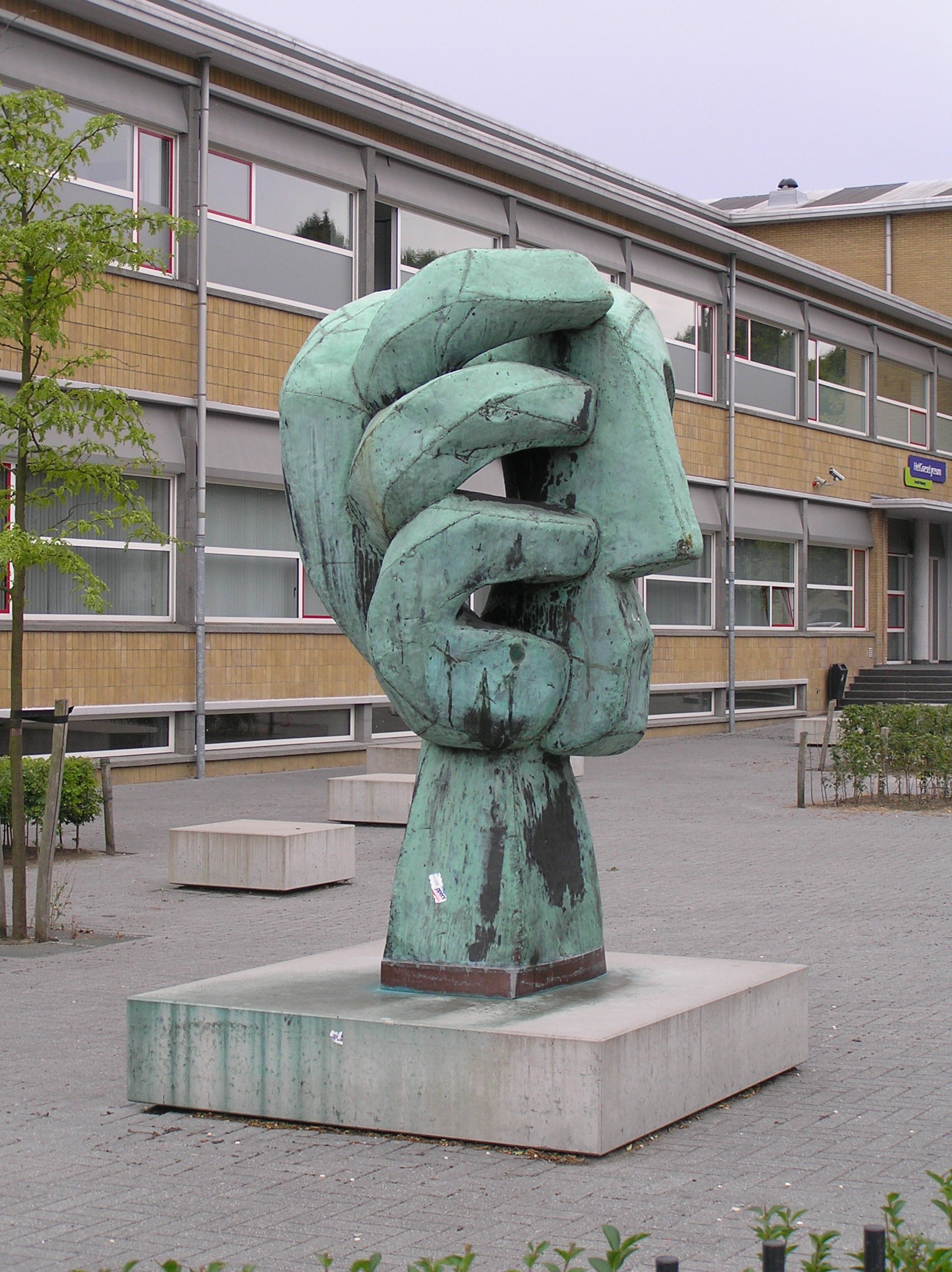
Beeld (1962), Goes
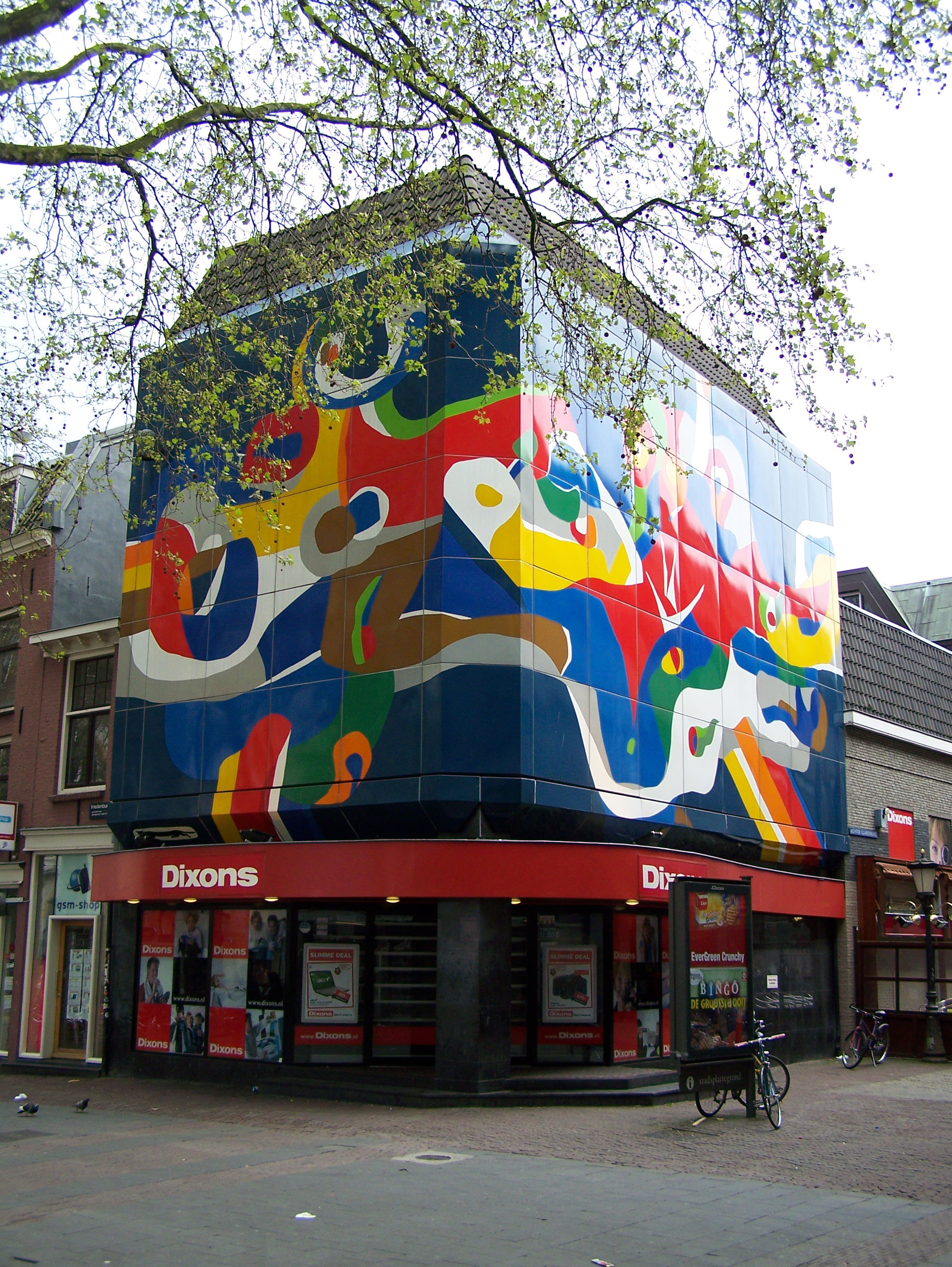
Emaille bekleding gebouw Dixons (1977), Utrecht
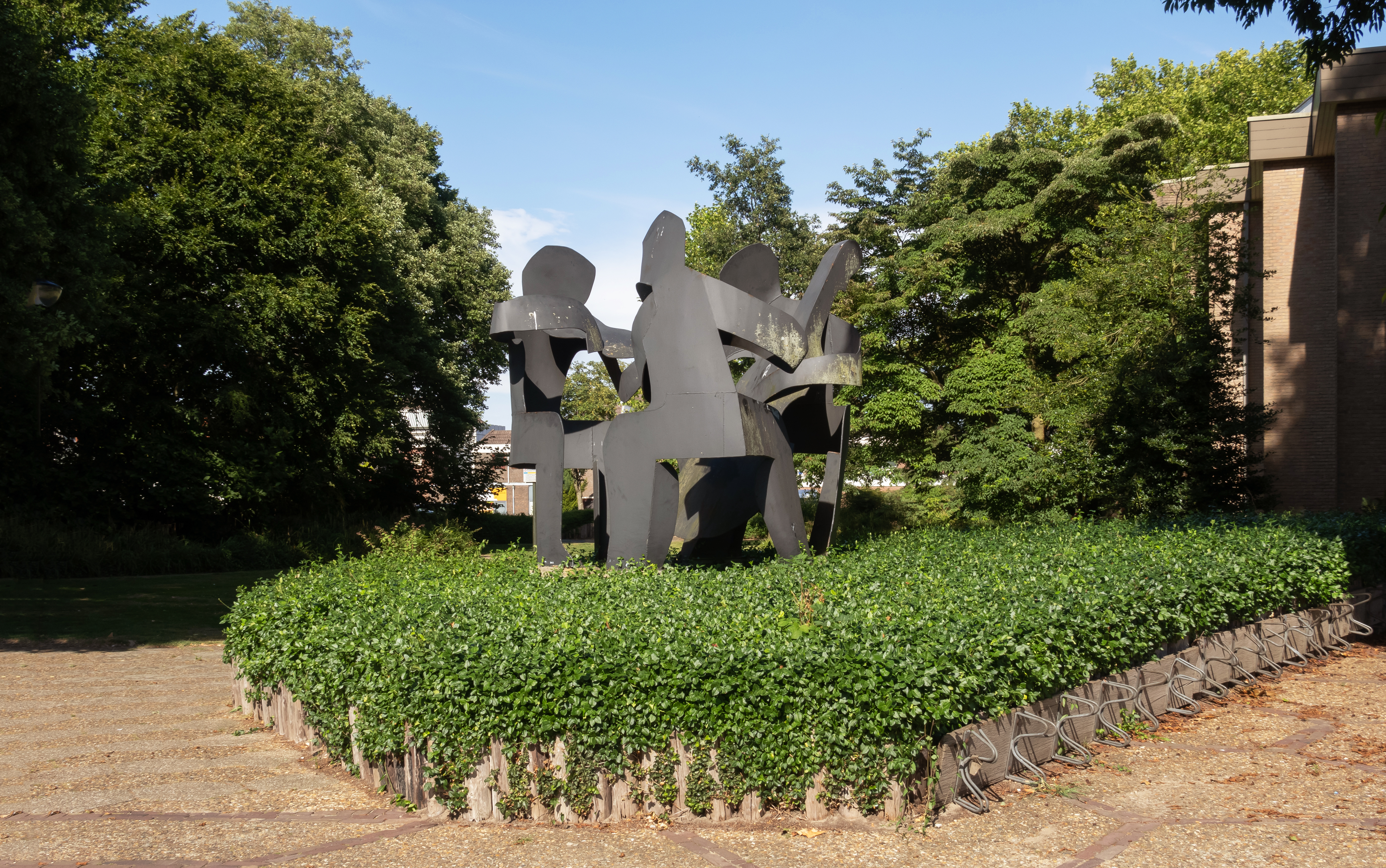
Het Strijktrio, Winterswijk